# Кіцково
Кіцково (рос. Кицково) — присілок в Себезькому районі Псковської області Російської Федерації.
Населення становить 190 осіб. Входить до складу муніципального утворення Муніципальне утворення Ідриця.

## Історія
Від 2015 року входить до складу муніципального утворення Муніципальне утворення Ідриця.

## Населення
| 2001 | 2002 | 2010 |
| ---- | ---- | ---- |
| 242  | ↘211 | ↘190 |